# Jewgeni Wiktorowitsch Alexandrow
Jewgeni Wiktorowitsch Alexandrow (russisch Евгений Викторович Александров; * 22. Januarjul. / 4. Februar 1917greg. in Tscheljabinsk; † 30. Juli 2007 ebenda) war ein sowjetisch-russischer Architekt und Hochschullehrer.

## Leben
Alexandrow besuchte die Tscheljabinsker Zehnklassenschule Nr. 2 mit Abschluss 1935. Dort hatte er Zeichenunterricht bei Nikolai Afanasjewitsch Russakow. Darauf studierte er am Nowosibirsker Bauwesen-Institut mit Abschluss 1940. Danach arbeitete er als Meister im Tscheljabinsker Stadtbauprojekt Sozgorod TschT3. 1941 wurde er zur Roten Armee eingezogen und nahm am Deutsch-Sowjetischen Krieg teil.
Nach dem Krieg absolvierte Alexandrow ein Studium an der Fakultät für Fortbildung des Moskauer Architektur-Instituts (MArchI).
Ab 1949 arbeitete Alexandrow als Architekt, Stadtplaner und Werkstattleiter im Tscheljabinsker Projektierungsinstitut Tscheljabinskgraschdanprojekt T. Er baute viele Gebäude und Denkmäler in Tscheljabinsk und gestaltete das Stadtzentrum. 1961–1963 leitete er die Ural-Filiale der Russischen Akademie für Architektur und Bauwissenschaften. 1984–2000 leitete er die Tscheljabinsker Abteilung der Architekten-Union der UdSSR bzw. Russlands.
Ab 1954 lehrte Alexandrow am Tscheljabinsker Polytechnischen Institut (ab 1990 Technische Universität, seit 1997 Südural-Universität). Fast alle Tscheljabinsker Architekten sind Alexandrow-Schüler. Er wurde 1994 Ehrenmitglied der Russischen Akademie für Architektur und Bauwissenschaften. 1997 wurde er Professor des Lehrstuhls für Architektur der Südural-Universität.

## Ehrungen, Preise
- Medaille „Für die Einnahme Königsbergs“
- Medaille „Sieg über Deutschland“
- Orden des Vaterländischen Krieges II. Klasse[1]
- Orden des Roten Sterns[1]
- Medaille „20. Jahrestag des Sieges im Großen Vaterländischen Krieg 1941–1945“
- Medaille „50 Jahre Streitkräfte der UdSSR“
- Jubiläumsmedaille „Zum Gedenken an den 100. Geburtstag von Wladimir Iljitsch Lenin“
- Verdienter Architekt der RSFSR (1974)[2]
- Medaille „30. Jahrestag des Sieges im Großen Vaterländischen Krieg 1941–1945“
- Medaille „60 Jahre Streitkräfte der UdSSR“
- Medaille „40. Jahrestag des Sieges im Großen Vaterländischen Krieg 1941–1945“
- Medaille „70 Jahre Streitkräfte der UdSSR“
- Medaille „50. Jahrestag des Sieges im Großen Vaterländischen Krieg 1941–1945“
- Medaille „60. Jahrestag des Sieges im Großen Vaterländischen Krieg 1941–1945“
- Medaille „Veteran der Arbeit“
- Bronzemedaille der Ausstellung der Errungenschaften der Volkswirtschaft
- Ehrenbürger der Stadt Tscheljabinsk (1998)[1]
- Goldene Puschkin-Medaille[1]

## Werke

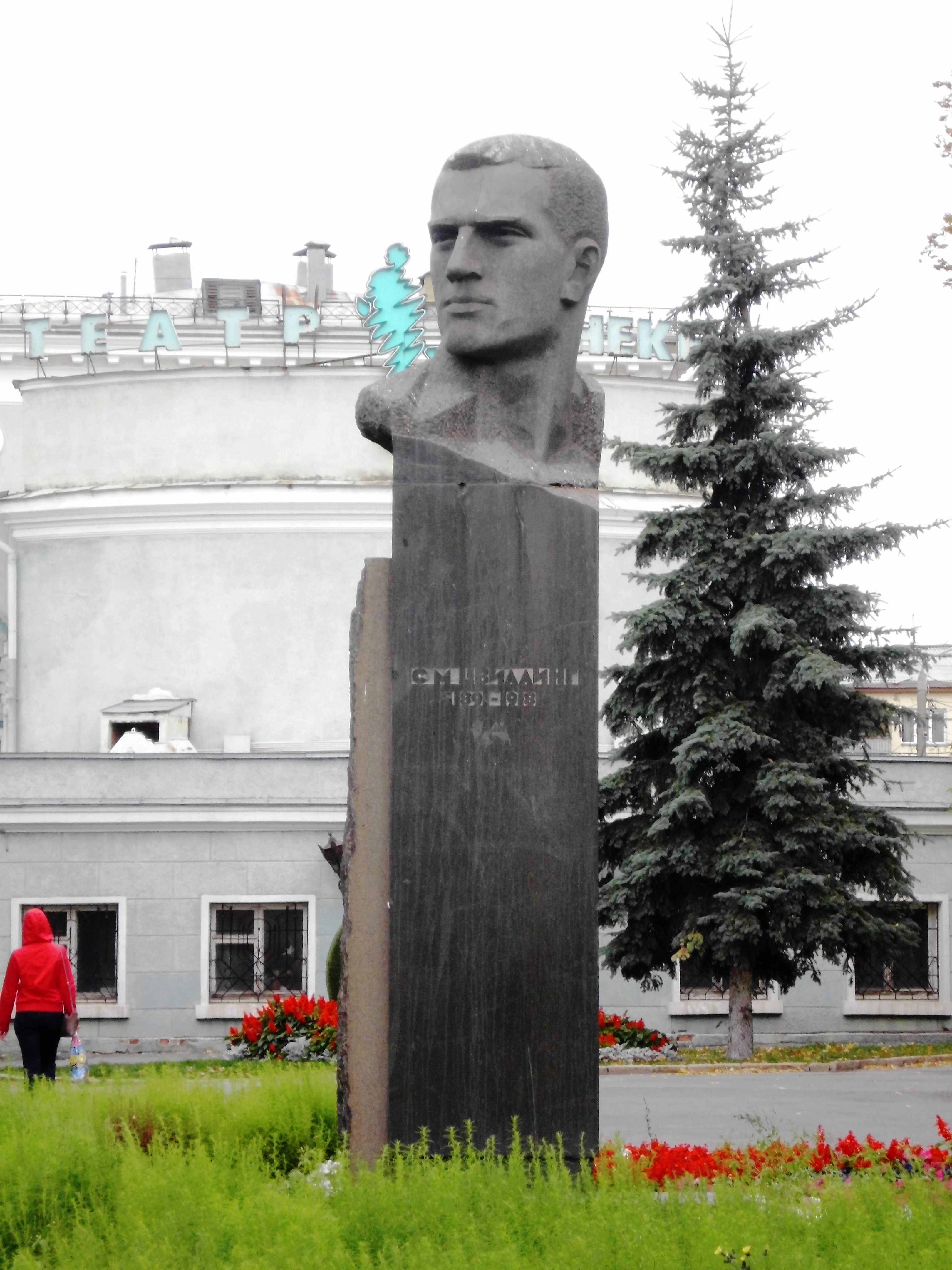
Samuil Moissejewitsch Zwilling (1964), Tscheljabinsk
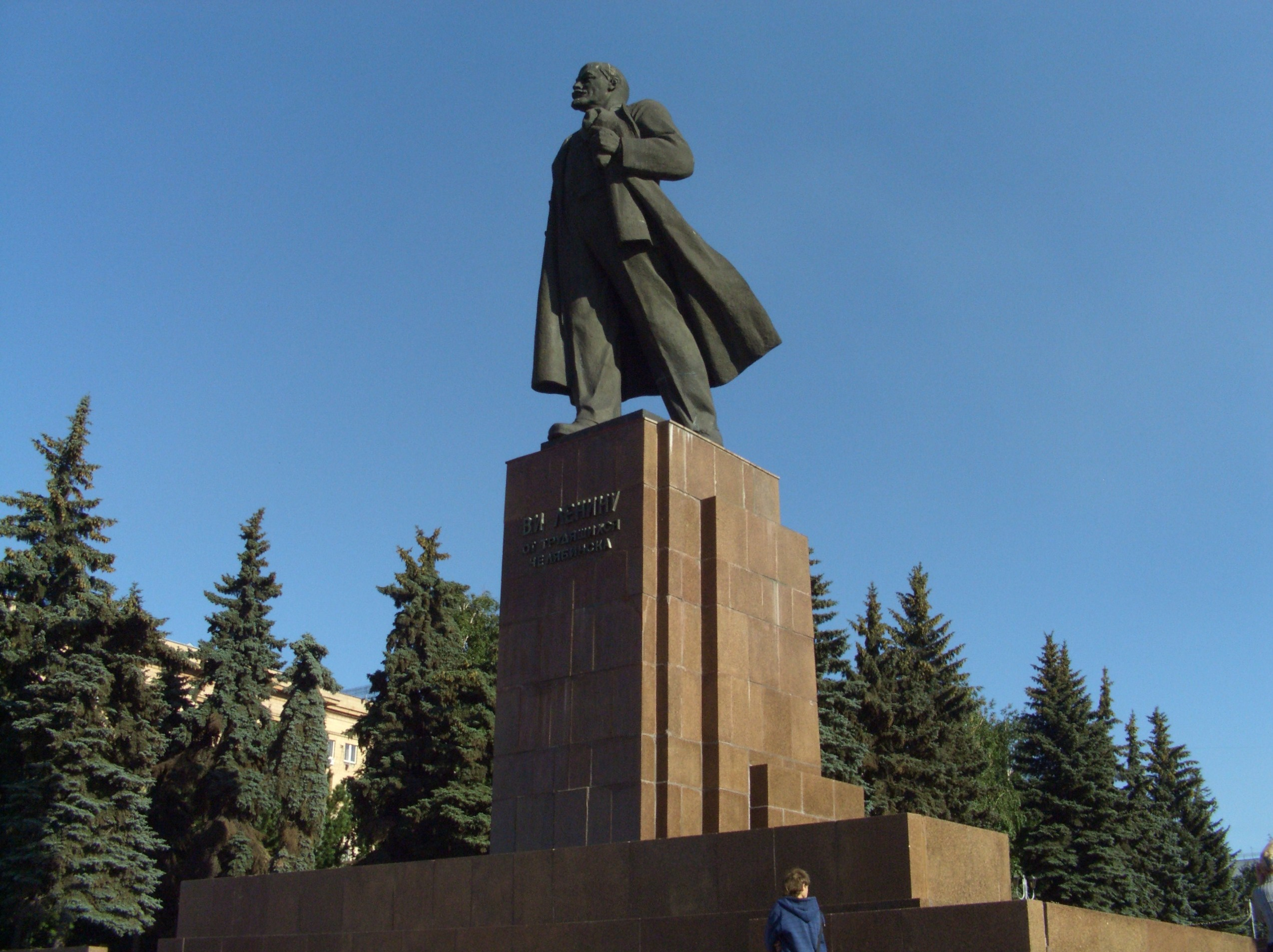
Lenindenkmal (1959 zusammen mit den Bildhauern L. N. Golownizki und W. S. Saikow), Tscheljabinsk
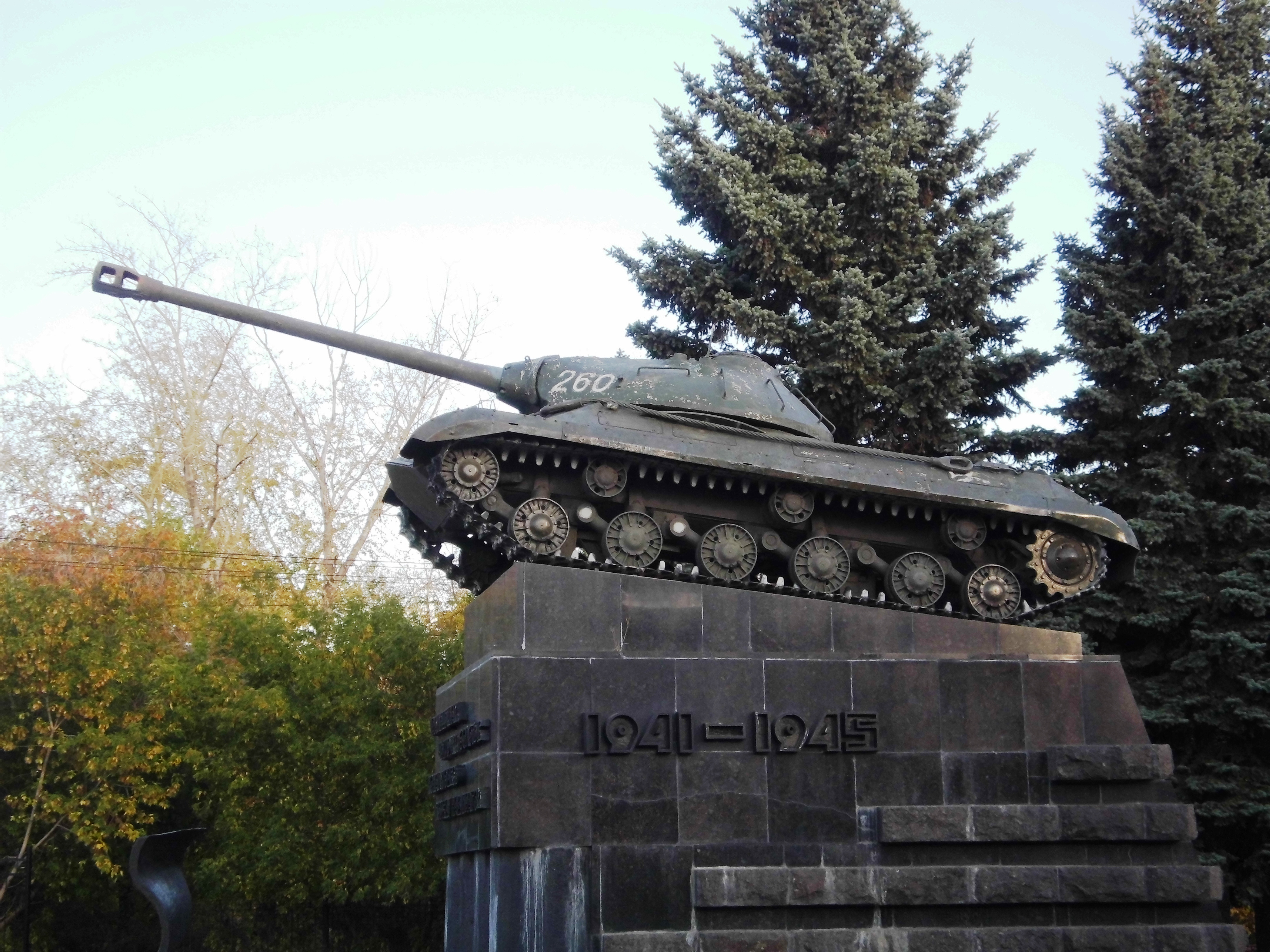
Panzer IS-3 (1965), Tscheljabinsk
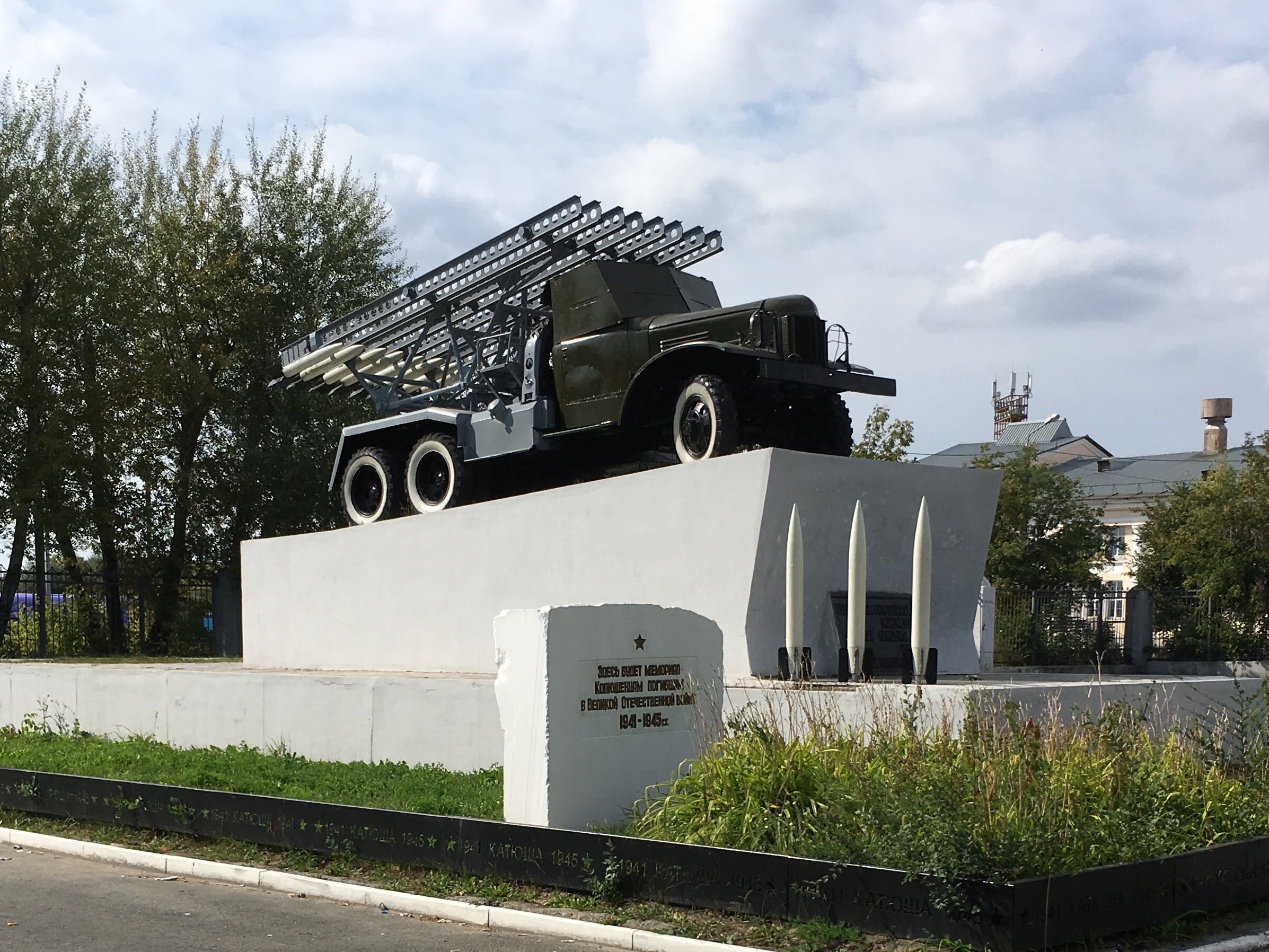
Katjuscha (1975), Tscheljabinsk
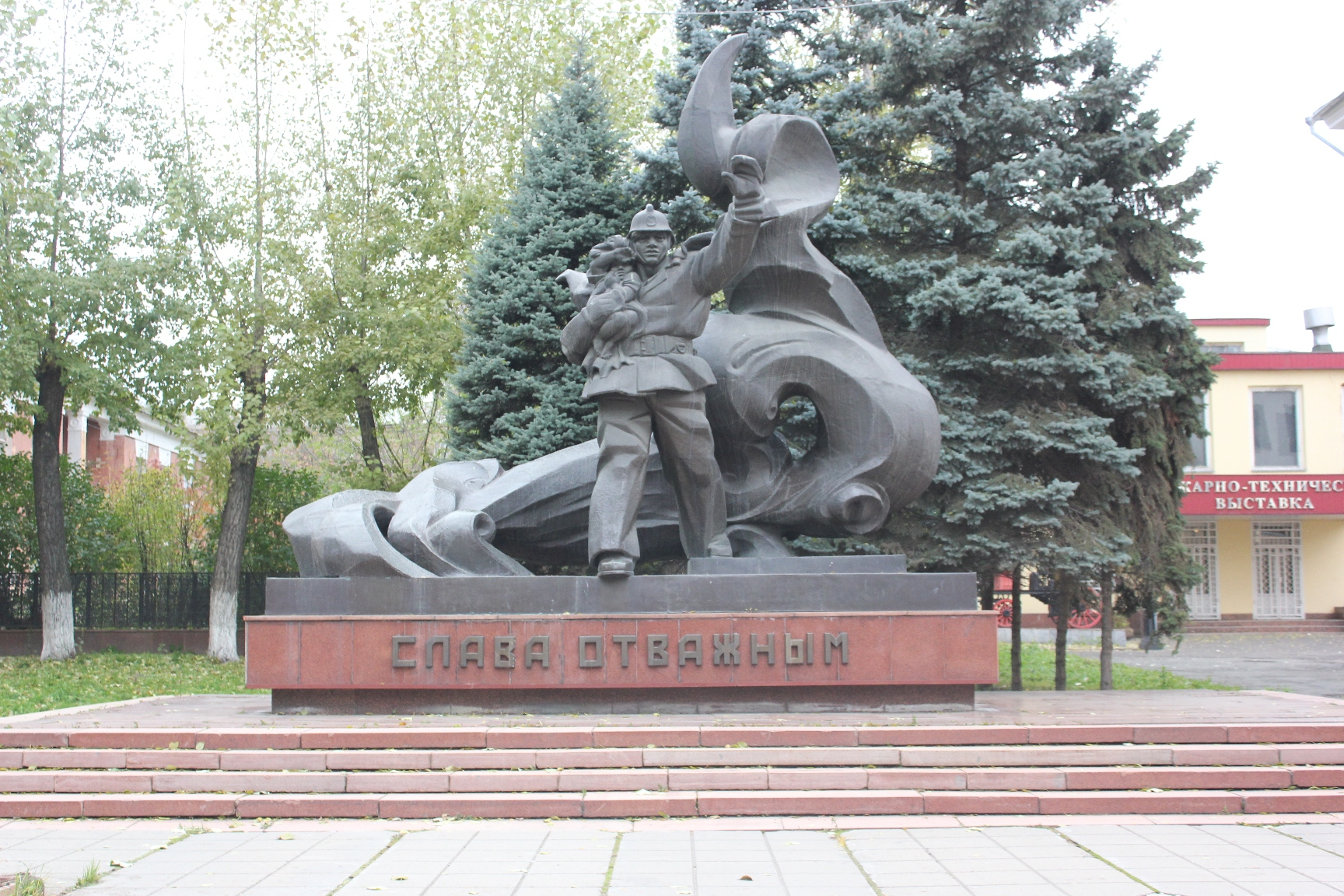
Für die Feuerwehrmänner (1983 mit  W. S. Saikow), Tscheljabinsk
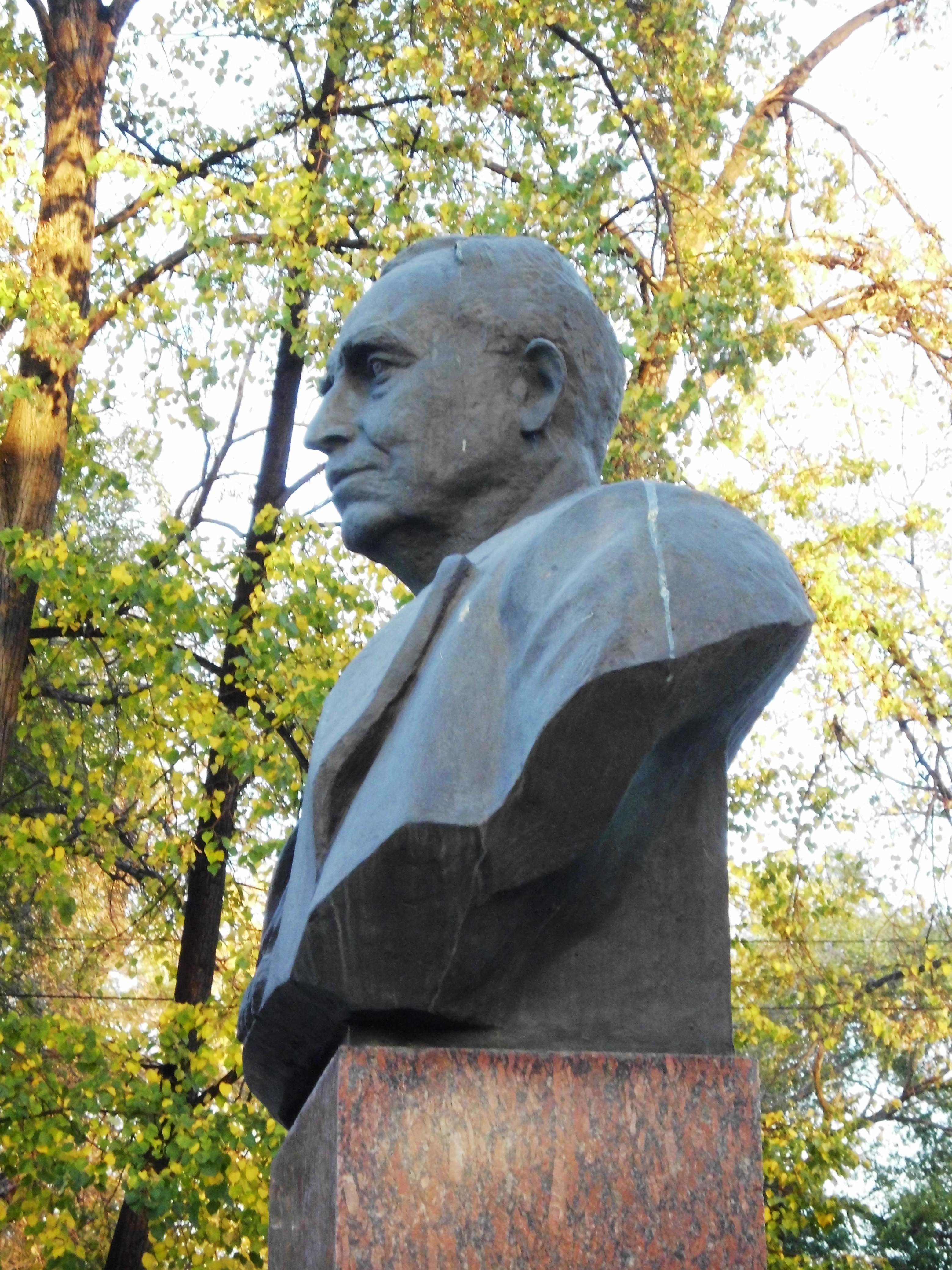
Zweifacher Held der sozialistischen Arbeit Iwan Jakowlewitsch Traschutin (1984 mit L. N. Golownizki), Tscheljabinsk